# Pardosa miquanensis
Pardosa miquanensis är en spindelart som beskrevs av Yin et al. 1995. Pardosa miquanensis ingår i släktet Pardosa och familjen vargspindlar. Inga underarter finns listade i Catalogue of Life.